# Lis Hartel
Lis Hartel   (Hellerup, 14 de març de 1921 - Copenhaguen, 12 de febrer de 2009) va ser una genet danesa. Inicialment va ser entrenada per la seva mare, Else Holst, però quan va començar a destacar a nivell nacional ho va passar a fer el genet professional Gunnar Andersen.
Va ser campiona danesa de doma el 1943 i el 1944. El setembre de 1944, als 23 anys, va contraure la poliomielitis, que la va paralitzar per sempre per sota dels genolls, a més d'afectar-li els braços i les mans. En aquell moment estava embarassada, però tenia una filla sana. Hartel estava decidida a continuar la seva carrera eqüestre malgrat els consells mèdics contraris, i el 1947 va acabar segona als campionats escandinaus, tot i que havia de ser ajudada a pujar al seu cavall.
La doma als Jocs Olímpics d'Estiu no va estar oberta a les dones fins al 1952, i Hartel va ser una de les primeres dones a competir contra els homes en un esport eqüestre als Jocs Olímpics. Va guanyar la medalla de plata en la prova de doma individual, primera d'una dona en qualsevol esport individual en competició directa amb homes als Jocs Olímpics, i també va ser la campiona danesa de doma aquell any. Revalidà la medalla de plata als Jocs de Melbourne de 1956, uns Jocs en què les proves d'hípica es van disputar a Estocolm per les estrictes lleis australianes sobre els cavalls. També guanyà els títols nacionals de doma el 1953, 1954, 1956 i 1959.
Un cop retirada de l'equitació competitiva, Hartel va passar a fer demostracions per recaptar diners pels afectats per la poliomielitis i donant suport a l'equitació terapèutica per a persones amb discapacitat. La Fundació Lis Hartel, amb seu als Països Baixos, treballa en aquests àmbits.
El 1992 va ser inclosa al Saló de la Fama de Dinamarca i el 2005 va ser nomenada una de les 10 millors atletes daneses de tots els temps.